# Emilio Velásquez Ruiz
Emilio Ildefonso Alejandro Alfredo Velásquez Ruiz (Ciudad de México 1949-Tijuana, 29 de septiembre de 2006) fue un activista por los derechos de la comunidad LGBT y derechos de las personas enfermas de VIH/SIDA en Tijuana, Baja California. Desde su negocio "Emilio's Café", organizó su lucha a través de las organizaciones civiles Frente Internacional por las Garantías Humanas en Tijuana (FIGHT) y Organización SIDA Tijuana (OST) para buscar que las autoridades cesaran su acoso hacia las personas LGBT y que tomaran acciones relativas a la prevención y tratamiento de personas infectadas de VIH/SIDA, además de gestionar programas comunitarios orientados a la prevención de ETS, práctica de exámenes de detección de VIH, suministro de recursos y medicamentos para personas enfermas de VIH/SIDA y apoyo a trabajadoras sexuales, así como la promoción cultural desde su gaceta Frontera Gay y la organización de la Semana Cultural Gay. Por esta labor, se le ha calificado como el fundador del movimiento gay en la ciudad de Tijuana.

## Familia y juventud
Emilio Velásquez nació del matrimonio formado por Ildefonso Velásquez Martínez e Isabel Ruiz. Llegó a Tijuana con su familia cuando su papá fue designado Agente del Ministerio Público de la Federación en la ciudad, y quien más tarde se desempeñaría como Presidente Municipal de Tijuana de 1962 a 1965. Desde pequeño tuvo inclinación hacia el arte y la literatura, por lo que deseaba estudiar música y teatro, pero su familia influyó para que decidiera estudiar la Licenciatura en Derecho en la Universidad Nacional Autónoma de México, de la cual egresaría en 1973. Fue en la Ciudad de México donde tuvo oportunidad de conocer el ambiente cultural de los cafés, la música, la poesía y el teatro, lo que le permitió participar en obras musicales, como Jesucristo Súper Estrella y Hair -esta última la tradujo del inglés al español y colaboró para ponerla en escena, pero el gobierno la suspendió después de su tercer presentación-.  Su paso por la Ciudad de México también le permitió conocer el acoso policial que sufrían las personas de la comunidad LGBT, y él mismo sería arrestado durante una de las redadas en la Zona Rosa. Su experiencia le permitió forjar su carácter y desarrollar las habilidades que emplearía en su activismo político:
La combinación de su mentalidad progresista, creatividad, amor por las artes y el espíritu innato de activismo fueron los recursos que fácilmente lo equiparon para tomar la responsabilidad de un agitador en las tempranas fases del movimiento gay en Tijuana. ¿Cuál es el rol de un agitador dentro de un movimiento? Un agitador se especializa en hacer que "la gente se dé cuenta de su propia posición y de las inequidades, deficiencias e injusticias". 

## FIGHT y la lucha por los derechos LGBT
Históricamente, la Policía Municipal de Tijuana se ha distinguido por su corrupción, destacando la extorsión como una de sus prácticas más extendidas. Los agentes suelen detener a las personas bajo el pretexto de una supuesta infracción administrativa o la comisión de un delito, y las mantienen privadas de su libertad durante horas en instalaciones de la propia Policía, pero sin ponerlos a disposición del Juez Municipal o de la autoridad ministerial, lo que ocasiona la desesperación en los detenidos, quienes terminan por pagar un soborno a cambio de su libertad; también ocurría que, ante la amenaza de un arresto que pudiere durar hasta quince días, preferían negociar su libertad con la autoridad -el arresto administrativo no podía exceder de 36 horas, pero hasta la década de 1970 en la práctica se prolongaba hasta 15 días-. Esto daba a la policía un inmejorable instrumento de intimidación y represión contra todo aquel que no gozara de relaciones familiares o sociales en la política o el gobierno. De forma sistemática la Policía Municipal realizaba redadas en bares, discotecas, centros nocturnos o domicilios particulares con la finalidad de privar de la libertad a todos los parroquianos o asistentes y luego extorsionarlos.
Uno de los grupos más vulnerados era la comunidad LGBT. Desde las décadas de 1950 y 1960 se puede encontrar en la prensa de Tijuana notas relacionadas con la detención arbitraria de personas por considerar que su orientación sexual o el vestir ropa de mujer -en el caso de personas travestis- configuraba un escándalo o un atentado contra la moral, previstos en el Bando de Policía y Buen Gobierno; y las detenciones se daban en la vía pública, en bares, locales cerrados o, inclusive, en eventos privados. Era obvio que el clima de animadversión social hacia las personas LGBT las hacían una presa fácil de las ambiciones de los agentes y jefes de la Policía Municipal, ante la amenaza de exhibirlos y hacerles sujetos del rechazo social. 
Emilio Velásquez regresa a Tijuana a mediados de la década de 1970 e inicia una doble labor: la promoción cultural y el activismo por los derechos LGBT. En 1978 abre "Emilio's Café", en el centro de la ciudad, específicamente en la calle 3a, entre Av. Niños Héroes y Av. Constitución, un café para la comunidad LGBT que ofrecía música en vivo durante las noches y posteriormente ofrecería también "drag shows" o show de artistas travestis. Emilio conocía el San Diego’s Gay Center for Social Services y su modelo de trabajo, por lo que tenía intención de hacer de su café un centro de servicios comunitarios para las personas LGBT. 
La iniciativa de organizar a la comunidad LGBT se desarrolla en reuniones informales desde junio de 1978, a las que asistían, entre otros, Juan Enrique Amezcua, Emilio Velásquez, Juan Carlos Díaz García, Pedro Luis Amezcua, Juan Enrique Amezcua, Daniel Eduardo Camacho, Frederick William Scholl, y Sergio Ruvalcaba Carlos. El grupo decide buscar donativos y emplearlos en servicios comunitarios, como por ejemplo, la educación y concientización, para hacer ver a las personas LGBT que la homosexualidad no era una enfermedad, ni antinatural, sino algo normal y parte de la cultura. Empezaron a realizar esta labor mediante trípticos y mediante reuniones de grupos de apoyo en el segundo piso del "Café Emilio´s". En diciembre de 1979, Emilio Velásquez conoce a Enrique Alejandro Jiménez García, quien provenía de la Ciudad de México y tenía experiencia en el activismo LGBT en la organización Frente Homosexual de Acción Revolucionaria, y lo invita a colaborar en los trabajos de "Café Emilio's".

En 1979, siendo Presidente Municipal Xicoténcatl Leyva Mortera y Director de Policía y Tránsito Municipal Alberto Limón Padilla y subjefe Gustavo Guevara, la Policía Municipal de Tijuana realiza redadas en el "Café Emilio's" y diversos bares y negocios LGBT, detiene de manera indiscriminada a todos los parroquianos y clientes de los comercios con la intención de obtener dinero de las extorsiones. Emilio logra la liberación de sus clientes e inicia una campaña para advertir a la autoridad que, en caso de reiniciar las redadas, la comunidad LGTB realizaría una protesta masiva frente a la cárcel municipal. Las autoridades se abstendrían de realizar redadas contra negocios LGBT durante los siguientes doce años. Sobre ese año, Sergio Ruvalcaba comenta:
En el 79, ya casi el ochenta hubo una redada en el bar Noa Noa [el bar se ubica en Av. Martínez, entre calles Primera y Coahuila -nota del redactor-]. Esta redada fue interesante, mejor dicho, muy muy interesante (...) yo iba al "Noa Noa" cuando vi las patrullas subiendo gente, era una disco gay, mayormente de hombres, era muy raro ver que entrara una mujer y siempre tuvo show travesti, era el único lugar en donde podíamos ir a bailar, el caso es que yo me fui al "Café Emilio ́s" y les dije que había una redada en el "Noa Noa". Cuando Emilio ya iba con el abogado para sacar de la cárcel a quienes ya se habían llevado, para ese momento ya habíamos cincuenta personas afuera del Emilio ́s, para una hora aproximadamente habíamos más de cien y en su mayoría trans, chicas trans que en aquel tiempo les llamábamos las vestidas, sin la intención de ofender. Llegaron las vestidas hicieron pancartas, no sé de dónde sacaron todo eso, creo que usaron todos sus lipsticks para poder hacer las mantas y las pancartas y todo lo que estaba ahí. El caso es que había unas muy interesantes, como por ejemplo una que decía: "Sr. Presidente Municipal ¿le cuento lo que hice esta noche con su hijo?" [o ponían el nombre de oficiales de la policía y luego la pregunta: "¿Quieres que levante mis sábanas?" Y como cosa curiosa, todo eso lo hicieron las chicas trans, las vestidas. Luego de eso nos fuimos a tomar la Revolución  [se refiere a la Avenida Revolución del centro de la ciudad -nota del redactor-], la gente se comenzó a dar cuenta de que era un levantamiento y que no íbamos a permitir que nos aplastaran más. Ordenaron que sacaran a toda la gente de la cárcel de la ocho sin pagar, nadie quería ni acercarse porque sabían que si los veíamos los íbamos a exhibir, nunca más volvieron a suceder redadas hasta el 91 cuando llegó  el  gobierno  panista. [Palabras de Sergio  Ruvalcaba, en   entrevista  abierta  del 22  de  febrero,  2018, de  Archiva  de  Memoria  lésbica  y bisexual en Tijuana. Colectiva Lavanda CLIT, citadas por Andrea  Soledad González Vera en su tesis de doctorado «Memorias inapropiadas e inapropiables del devenir trans* en Tijuana», de 2019, pp. 214-215].
Para formalizar la organización del movimiento gay en Tijuana, el 28 de junio de 1980 se decide formar el Frente Internacional por las Garantías Humanas en Tijuana (FIGHT), el acrónimo significa "lucha" en atención a la lucha de la comunidad contra la exclusión social y sirvió para establecer relaciones con otras organizaciones LGBT internacionales y nacionales, como la International Gay Association (ILGA) y Pat Brown, fundador del movimiento gay en San Francisco. El "Cafe Emilio's" se convertiría en un espacio seguro para personas LGBT y su segundo piso se convertiría en el centro del movimiento LGBT en Tijuana, el cual trabajaría con otras organizaciones como Iglesias de la Comunidad Metropolitana, reconocida por su trabajo a favor de los derechos humanos. El 28 de junio de 1981, FIGHT organizó el primer evento relacionado con el orgullo gay, consistente en una fiesta en la playa.
En 1983, el Frente Internacional por las Garantías Humanas en Tijuana sufriría una escisión cuando Enrique Alejandro Jiménez García y miembros afines se separaron del grupo, fundaron "Grupo Liberalista" y crearon la gaceta trimestral ¡Y qué! Ese mismo año, este grupo organizó la primera marcha del orgullo gay en Tijuana, con resultados lamentables, pues los participantes fueron objeto del escarnio público y vituperio por parte de quienes presenciaron el acto. Ambos activistas mantendrían su rivalidad durante el resto de sus vidas.
En 1990 se incorpora a los trabajos de FIGHT el antropólogo colimense Máximo "Max" Mejía Solórzano, quien contaba con una amplísima experiencia en el activismo LGBT y  político en el Grupo Lambda de Liberación Homosexual, el Partido Revolucionario de los Trabajadores y otras ONGs de México y la ciudad de San Francisco, California. Sería el director de la gaceta de FIGHT Frontera Gay por los siguientes diez años.
En el inicio de la década de 1980 surgirían varios cafés, bares y discotecas LGBT,  los cuales no sólo atraían clientela LGBT, sino clientela heterosexual interesada en los espectáculos realizados. Si bien es cierto las autoridades municipales habían suspendido las redadas contra parroquianos de establecimientos LGBT, el 28 de enero de 1984, siendo Presidente Municipal René Treviño Arredondo y Director de Policía Salvador Aguirre Sánchez, la policía detuvo a 28 personas travestis que transitaban o se encontraban en distintos puntos de la emblemática Avenida Revolución, alegando que atentaban contra la moral y las buenas costumbres o por sospecha de dedicarse a la prostitución; de nueva cuenta  se suspendieron los operativos contra personas y negocios LGBT hasta 1991. El 30 de noviembre de 1991 los jefes policiacos del sector Centro de la Policía Municipal de Tijuana llevaron a cabo un operativo con la finalidad de obtener dinero de extorsiones, realizando redadas contra los parroquianos del Bar "El Ranchero", ubicado en Plaza Santa Cecilia, y "Los Equipales Disco", ubicado en calle 7a, lograron detener a 75 personas a quienes se acusó de ser gay o gustarles los gays, y se les liberó tras el pago del tradicional soborno. Las autoridades municipales, lejos de censurar la acción, justificaron la actuación policiaca en voz del Secretario del Ayuntamiento Jesús Alberto Sandoval Franco, quien declaró que los detenidos se habían "besado y abrazado", lo cual era ilegal hasta para parejas heterosexuales en un lugar público y que "cada país tiene diferentes costumbres que deben ser respetadas, y que probablemente los estadounidenses piensen que en Tijuana, por ser ciudad fronteriza, podrían tener una actitud más liberal, pero nosotros no pensamos que ese sea el caso en la presente administración".
En respuesta, en el mes de diciembre siguiente, el Frente Internacional de las Garantías Humanas en Tijuana se unió al Comité Libertariano de Asuntos Fronterizos, grupo ¡Y qué! y la Comisión Binacional de Derechos Humanos de Víctor Clark Alfaro para formar el Comité de Defensa de la Comunidad de Ambiente, el cual inició una campaña en los medios impresos y en la televisión para llamar la atención nacional e internacional sobre el ambiente de hostilidad en Tijuana hacia las personas LGBT, recordar las redadas del 30 de noviembre y hacer notar que las personas detenidas y humilladas lo habían sido por el solo hecho de su preferencia sexual, lo que vulneraba su derechos humanos.  La campaña logró el apoyo de organizaciones estadounidenses. Para presionar al gobierno municipal a tomar medidas relacionadas con las redadas, el 4 de diciembre Emilio Velásquez, Marco Antonio Kim Alvarado, Max Mejía Solórzano y Ricardo Duéñez presentaron una queja ante la Procuraduría de los Derechos Humanos y Protección Ciudadana de Baja California por violación a derechos humanos, privación ilegal de la libertad y abuso de autoridad. El procurador concluyó que la comunidad gay tenía el derecho inherente para reunirse libremente en espacios públicos y no ser objeto de injerencia arbitrarias en su vida privada, y que la autoridad municipal  tenía que identificar al responsable de ordenar las redadas y sancionar a los responsables de abuso de autoridad. El 8 de enero de 1992 se celebra una reunión del comité con el presidente Municipal interino Jorge Ortiz y el Secretario del Ayuntamiento Luis Alberto Sandoval Franco, y se logró el compromiso de que no habría más redadas contra homosexuales.
FIGHT colaboró en la organización de mujeres lesbianas, pues no existía una asociación que específicamente atendiera sus demandas. En 1991 se incorpora a los trabajos de FIGHT y su gaceta Frontera Gay la activista Alma Aguilar, quien inició su asociación civil Mujeres 2000 en el segundo piso de "Café Emilio's", donde celebraban reuniones de grupos de apoyo y talleres dirigidos a mujeres lesbianas y bisexuales, que abordaban temas como diversidad, salud sexual y reproductiva, derechos humanos, familia e, inclusive, religión -por parte de pastores de la Iglesia Metropolitana de San Diego.
FIGHT agrupaba, además, Organización Sida Tijuana, Grupo Gay de Conversación "Triángulo Monarca",  Frontera Gay,  Vanguardia de Mujeres Libres María Magdalena, Iglesia de la Comunidad Metropolitana y Red de Cultura Civil. Establecía como sus objetivos la promociónn y defensa de derechos humanos en sexualidad, orientación sexual, sida y trabajo sexual. Entre los servicios que ofrecía estaba el centro de Información, clínica externa gratuita, grupo de apoyo a personas con VIH/sida, asesoría en derechos humanos y apoyo legal, servicios de albergue a pacientes terminales.

## Educación sexual y derechos de las personas enfermas de VIH/SIDA
En 1984, Emilio Velásquez, junto al Dr. Carlos Díaz, el Lic. Marco Antonio Kim Alvarado, Franco Guillén y el psicólogo Juan Manuel Bustamante, formaron el Fondo para la Asistencia y Educación SIDA, que dos años más tarde sería renombrado Organización SIDA Tijuana, A.C. Su labor consistiría en recaudar donativos en dinero o en especie para dedicar los recursos a campañas informativas para prevenir enfermedades de transmisión sexual, realización de pruebas de VIH, suministro de insumos a enfermos de VIH/SIDA y sus familias, la proveeduría de cuidados a enfermos terminales y la exigencia hacia las autoridades de tomar acciones respecto a la pandemia.
El virus de VIH se detecta en 1981 y en México se detectan los primeros casos en 1983. Entre los factores que dificultan el enfrentar la pandemia eestán la desinformación respecto a las formas de transmisión, los prejuicios de personas y autoridades hacia los hombres gay y los enfermos de VIH/SIDA, la falta de acción de las autoridades sanitarias para detectar a tiempo los casos -lo que llevó a un peligroso subregistro de casos- y la falta de estrategia de las autoridades para atender las necesidades de los enfermos. La sociedad civil organizada tendría que atender este problema sanitario ante las omisiones de las autoridades. De la labor de Emilio Velásquez destaca:
- Llamó la atención sobre la poca importancia que las autoridades sanitarias dieron al VIH/SIDA en la década de 1980 y el principio de la década de 1990, desestimando el número real de casos de VIH, un  subregistro que obedecía al poco número de pruebas realizadas en instituciones de salud y el deficiente seguimiento epidemiológico de los casos. Los activistas se quejaron que el Jefe de la Jurisdicción Sanitaria de Tijuana  en 1991 se refiriera al VIH/SIDA como una "enfermedad de putos".
- Llamó la atención sobre la relación entre migración e infección de VIH, toda vez que no había un control sobre los migrantes infectados a su regreso a México.
- Llamó la atención sobre el riesgo de contagio en hombres bisexuales hacia sus parejas, mujeres heterosexuales, toda vez que la bisexualidad estaba extendida entre los hombres en México, pero éstos no se consideraban homosexuales mientras tomaran un rol activo en la relación sexual. Emilio comenta que, cuando va a localizar hombres para que les sea aplicada la prueba de VIH, no les pregunta si es homosexual, sino que les pregunta: ¿Has tenido sexo con otro hombre? Los hombres mexicanos negarán ser homosexuales, pero admitirían haber tenido sexo anal con otro hombre.
- Reuniones de grupos de apoyo y talleres sobre VIH/SIDA en el segundo piso del "Café Emilio's".
- Estableció un área en el segundo piso de "Café Emilio´s" para dedicarla a realizar consultas y aplicar pruebas de VIH. Si bien es cierto que esto contravenía la regulación sanitaria, las pruebas eran aplicadas por personal de saludo voluntario y permitió la detección de casos positivos en su momento.
- Junto al doctor Carlos Díaz, la enfermera Mary McCarthy y otros voluntarios visitaban a pacientes de SIDA en casas y hospitales para consultarlos, entregar comida y otros bienes.
- Realizó campañas de información sobre enfermedades de transmisión sexual y distribución de preservativos entre adolescentes y jóvenes que presumiblemente se dedicaban al trabajo sexual en Tijuana, especialmente aquellos que laboraban en el Parque Teniente Guerrero. Consideraba que su juventud, ignorancia y necesidad los hacía especialmente vulnerables a la infección de VIH.
- Realización de eventos a beneficio de enfermos de VIH/SIDA, entre los que había presentación de bailarines y desfiles de moda.
- En 1985, crea un centro de información para la comunidad gay y lesbiana sobre prevención de VIH/SIDA y tratamiento.
- El 11 de febrero de 1993, se reúne con funcionarios del gobernador Ernesto Ruffo Appel, para acordar políticas públicas en la lucha contra el SIDA. Esto fue posible gracias a que iniciaba la descentralización de los servicios de salud, por lo que el titular de la Jurisdicción Sanitaria en Tijuana sería designado por el Secretario de Salud de Baja California y, además, se podría tomar decisiones a nivel local.
- Junto con otros activistas, impulsó la creación de la Casa Hogar "Las Memorias", dedicada a atender a enfermos terminales de VIH/SIDA y otras enfermedades, que se encuentran en el desamparo y sin nadie que pueda cuidar de ellos.[12][13]

## Derechos de trabajadoras sexuales
Ante los constantes abusos sufridos por parte de la Policía Municipal, las trabajadoras sexuales decidieron organizarse para proteger sus derechos. El apoyo y asesoría provino de Emilio Velásquez, Carlos Díaz y Max Mejía, quienes en 1992 facilitaron las primeras reuniones en el segundo piso del "Café Emilio's" a Virginia Segura y un grupo de mujeres. El grupo se convertiría en la asociación civil Vanguardia de Mujeres Libres María Magdalena, el cual realizarían proyectos relacionados con la educación en derechos  humanos y educación sexual.

## Derechos de personas travestis y mujeres transexuales
Otro de los grupos vulnerables a la extorsión por parte de la Policía Municipal de Tijuana es el de las personas travestis y transexuales, del cual una parte se dedica al trabajo sexual. En 1999 y 2000 Emilio Velásquez realizó diversas reuniones con travestis y transexuales y documentar el abuso por parte de la policía. Denunciaría en su gaceta Frontera Gay estas prácticas:
¿Quiénes  son  los  policías  municipales  o  de  las  Fuerzas  Especiales  para  parapetarse  como  los  dueños  de  la  ley?  ¿De  cuándo  acá  son  los  propietarios  de  las  calles  y de  los  derechos  de  tránsito  y  de  libertad  de  expresión  de  los  ciudadanos?  ...  ¿De cuándo  acá  es  un  delito  o  una  infracción  al  reglamento  de  policía  andar  vestido  de mujer  en  la  calle?  ¿De  cuándo  acá  es  un  delito  que  algunos  transgéneros  se  dediquen  a  la  prostitución  dentro  de  la  zona  de  tolerancia  de  la  ciudad?  ¿Qué,  las mujeres  sí,  pero  los  transgénero  no?

## Promoción cultural

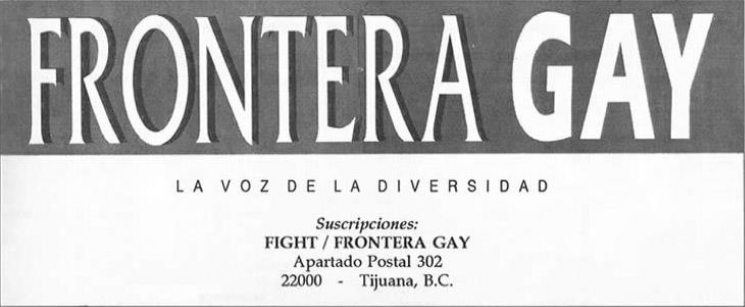
Cabecera de la gaceta Frontera Gay

La promoción cultural se realizaría en dos vertientes: la publicación de la gaceta Frontera Gay y el impulso a eventos relacionados con la cultura LGBT.

En febrero de 1990 Emilio Velásquez lanza la gaceta Frontera Gay, como medio de difusión de FIGHT. Max Mejía sería su director y Óscar Soto el editor asociado; la publicación duraría diez años y, posteriormente, sería renombrada como El Arte de Vivir. En el primer editorial de la gaceta, Emilio expone el objetivo de la publicación:
¡Bienvenidos a las páginas de Frontera Gay! Es nuestro propósito que a través de estas columnas se cree una conciencia y la unidad de la comunidad gay/lésbica de ambos lados de la frontera. Especialmente en esta época de SIDA y de un notable aumento en la violencia dirigida hacia hombres homosexuales y mujeres lesbianas, es importante que contemos con un instrumento por medio del cual podamos expresarnos libremente, con el objeto de educarnos y conocer mejor nuestras necesidades, así como los recursos con los que contamos, para enfrentarnos, solidariamente, a todos los obstáculos.
En 1994, siendo Presidente Municipal Héctor Osuna Jaime y a invitación del Departamento de Cultura Municipal de Tijuana, colabora en la organización de la primera Semana Cultural Gay. En el comité organizador participaron, además, Max Mejía, Antonio Escalante, José Covarrubias, Óscar Soto y María Sabina Maytorena. El evento iba dirigido no sólo a la comunidad LGBT, sino a toda la gente tijuanense, y se realizó en "La Capilla de Frida", una galería y café ubicado en la "Plaza del Zapato". Se exhibieron pinturas de Nahúm Zenil, Reynaldo Velázquez, Rafael Cauduro y Francisco Toledo, además de Manolo Escutia, Lourdes Lewis, José Pastor, así como actividades literarias, cine, danza, teatro y talleres de educación sexual.

## Fallecimiento
En el año 2004, Emilio Velásquez cerró de manera definitiva "Café Emilio´s". Su salud se deterioró hasta que, finalmente, falleció el 29 de septiembre de 2006 a los  57 años de edad, a causa de cáncer de garganta. En su memoria, su hermana Marta Lila Velásquez declaró a La Jornada:
Fue un buen hijo, hermano, amigo, investigador, abogado luchando por la aplicación correcta del Derecho y lo que implica buscar la justicia. Confesor, doctor, enfermero, velador, enterrador, niñero, psicólogo, almohada de lágrimas para muchos y, finalmente, un Quijote y un humilde fraile franciscano.